# Lerhus

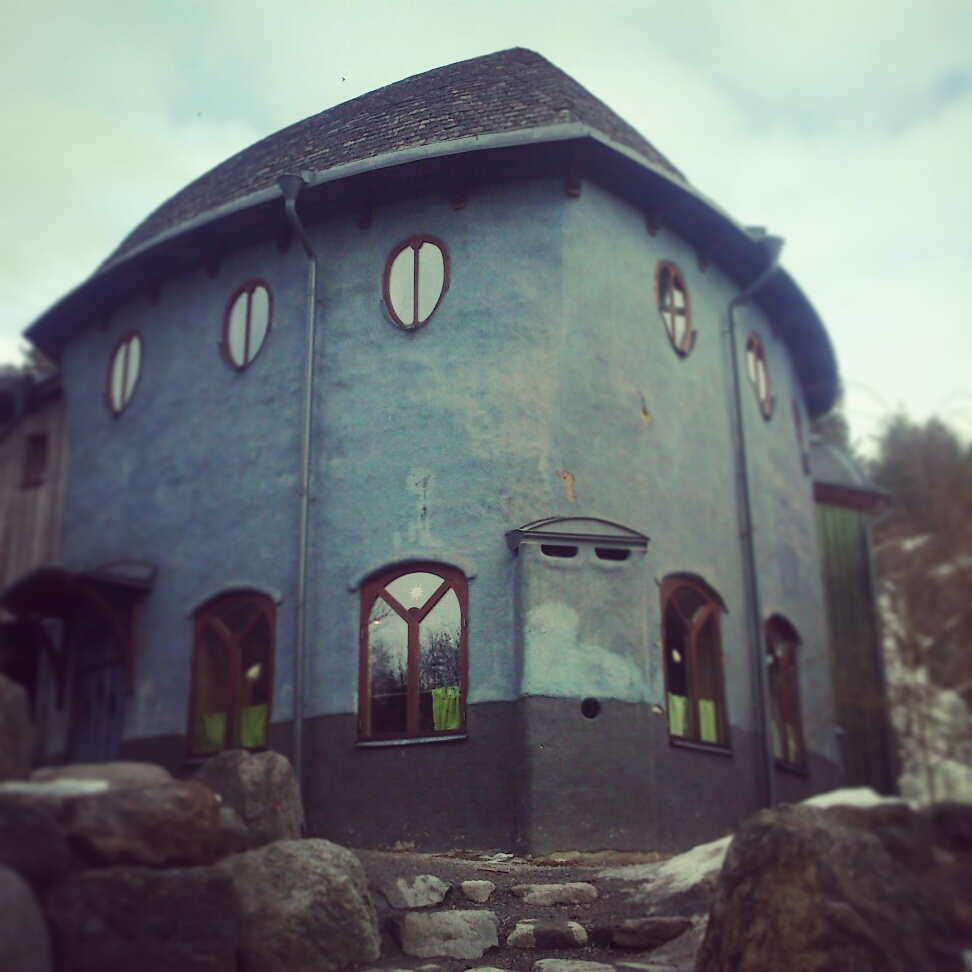
En byggnad på Solvikskolan i Järna, är ett exempel på ett lerhus i atroposofisk anda.

Lerhus är hus med lera som byggmaterial. 